# قضية أطفال اليمن

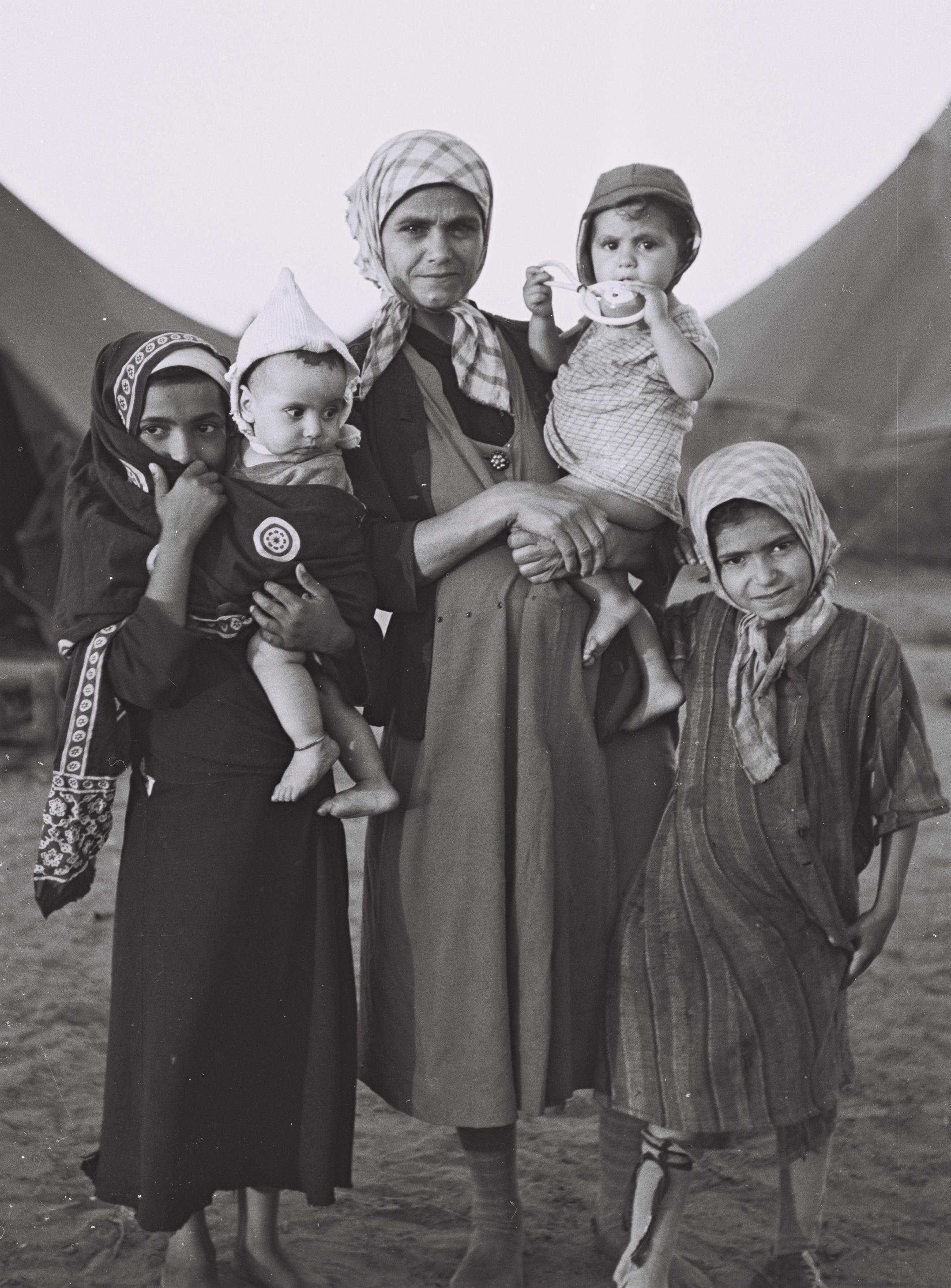
عائلة يهودية في مخيم اللاجئين "حاشد" قرب عدن في اليمن. تعود الصورة إلى ديسمبر عام 1949.

قضية أطفال اليمن هي قضية ثارت في إسرائيل، تعود إلى مطلع الخمسينات من القرن العشرين، وارتبطت باختفاء أطفال يهود اليمن، ممن هاجروا إلى إسرائيل، فور وصول عائلاتهم ارض مطار بن غوريون، ضمن عملية عملية بساط الريح.
تستمر الاتهامات الواسعة الانتشار بإعطاء الرضع أو بيعهم للناجين الأشكناز من الهولوكوست ممن كانوا بدون أطفال في عملية منهجية سرية. وخلصت الإستنتاجات التي توصلت إليها ثلاث لجان رسمية منفصلة أقيمت للتحقيق في القضية بالإجماع إلى أن غالبية الأطفال دفنوا بعد موتهم بسبب الأمراض. استطاع اختبار الأبوة من الحمض النووي أن يؤكد، في بعض الحالات، أن الأطفال المتبنين الذين يحاولون تعقب آباءهم البيولوجيين ولدوا لعائلات يمنية أُبلغت بأن أطفالهم قد ماتوا. ووصف رئيس الوزراء الإسرائيلي بنيامين نتنياهو، القضية بأنها «جرح مفتوح لا يزال ينزف» للعديد من العائلات التي لا تعرف ما حدث للأطفال الذين اختفوا.

## تفاصيل القضية

### بداية القضية
في شتاء عام 1950 وصلت إلى إسرائيل عائلات من يهود اليمن في إطار حملة خاصة لاستقدامهم عرفت باسم بساط الريح. نُقلت العائلات فور وصولها إلى المعبروت (مساكن مؤقتة أقيمت لإيواء المهاجرين)، حيث تم إسكانهم في أكواخ وخيام، وسط الأجواء العاصفة آنذاك. عانى الأطفال من ظروف صحية متردية خلال إقامتهم في المعبروت، مما أدّى إلى نقلهم إلى المستشفيات لتلقي العلاج، بداعي تعرضهم لأمراض مختلفة، إلا أن آثار 650 من هؤلاء الأطفال فُقدت منذ ذلك الحين، نتيجة الإهمال في تسجيلهم، وانقطاع الاتصالات مع ذوي بعضهم لأسباب مختلفة. تم إبلاغ أولياء أمور الأطفال لاحقاً بوفاتهم، كما تم عرض شهادات وفاة وهمية عليهم في بعض الحالات ولم تسلم جثث كما لم يتم دفن الأطفال في أي مقبرة.

### أساليب الإختطاف
الطريقة الأكثر انتشارا كانت تلك التي تتعلق بالأمهات اللواتي أنجبن في المعابر، حيث كانت السلطات تقوم بأخذ الأطفال، وبعد بضعة أيام يعلمون ذويهم بإن الطفل مريض وبحاجة إلى عناية طبية، ومن ثم يخبروهم بموته. أما الطريقة الأخرى فتتعلق بأمهات أنجبن في المستعمرات الزراعية وتم أخذ الطفل بعد أن مرض حيث يقوم الطبيب المحلي بتحويله إلى المستشفى وهناك أيضا يقال للامهات إن الطفل قد فارق الحياة.

## تداعيات القضية

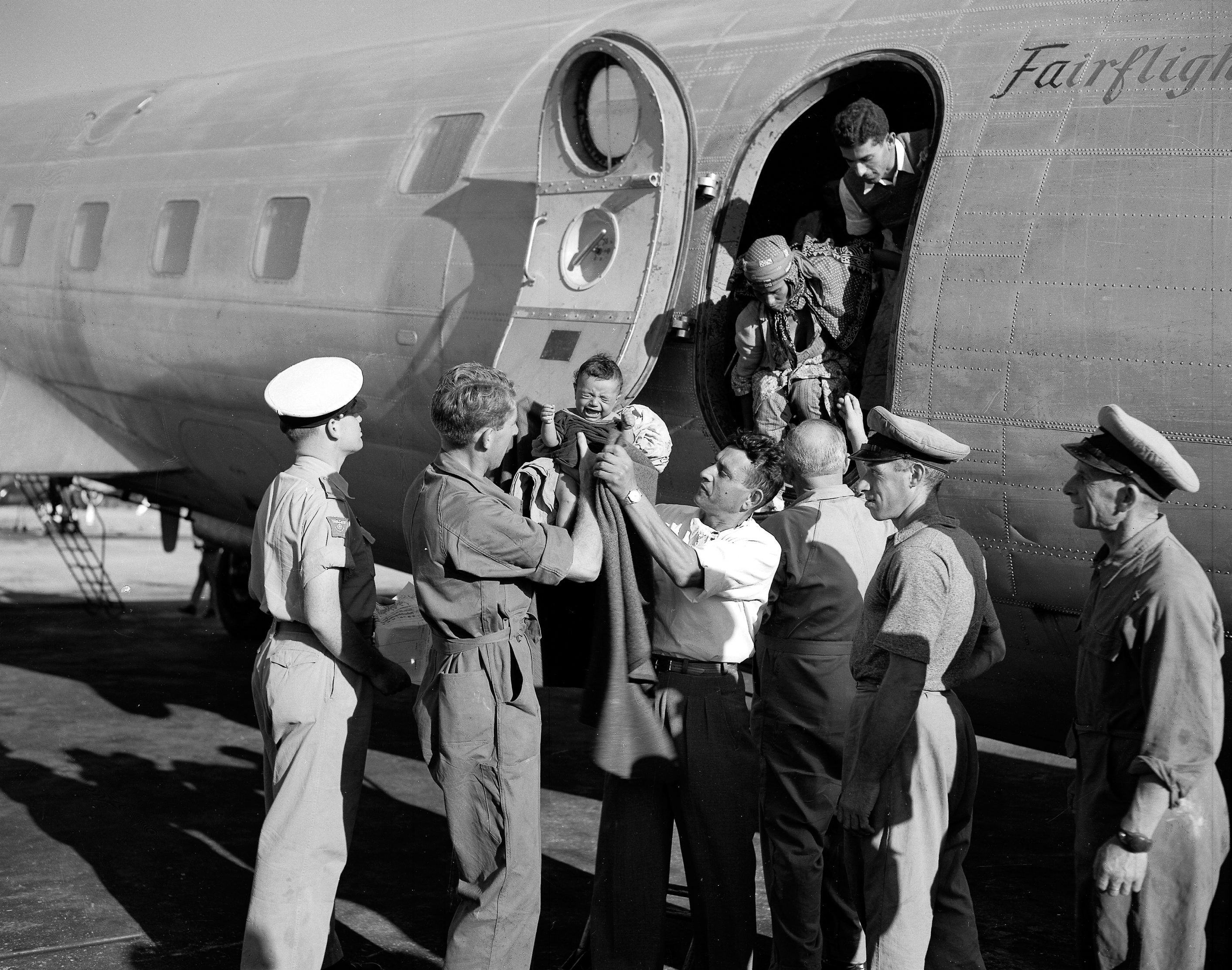
ممثلين عن الوكالة اليهودية يلتقون بالمهاجرين من يهود اليمن عند وصولهم إلى مطار اللد. أكتوبر 1949

شُكلت أربع لجان حكومية خاصة لفحص القضية، منها لجنة بهلول- مينكوفسكي لعام 1967، ولجنة موشي شلجي التي عملت بين عامي 1988 و1994. وانتهت جميعها إلى أن أكثر من 500 طفل يمني قد توفوا نتيجة أمراض، وبضعة عشرات تم تبنيهم من قبل عائلات منتشرة في إسرائيل، وآخرون سُلّموا لأهالي ليسوا لهم، بينما جزء منهم اختفى ولم يعرف مصيرهم بعد ان نقلتهم فرق الإغاثة الطبية إلى المستشفيات بحجة رعايتهم وعلاجهم.
وأُثيرت قضية أطفال اليمن عدة مرات على مدار السنوات، كان أبرزها حركة ميشولام عميت في بلدة يهود في آذار 1994، والتي اعتصم زعيمها عوزي ميشولام ورفاق له أمام دوائر الحكومة مطالبين تشكيل لجنة تحقيق برلمانية تابعة للكنيست للنظر في القضية، إلاّ أن السلطات الإسرائيلية اعتقلت مشولام ورفاقه وزجتهم في السجن بتهمة مضايقة الجمهور ومجرى الحياة النظامي.
وأمام هذا الضغط شُكلت لجنة تحقيق حكومية برئاسة القاضي يهودا كوهين، إلاّ أنّه استبدل في العام 1999 بالقاضي يعقوب كدمي لمعالجة القضية. واستطاعت هذه اللجنة من الوصول إلى بعض الأشخاص الكبار في السن والذين أُثيرت الشكوك من حولهم في كونهم ينتمون لمجموعة أطفال اليمن، وأُجريت عليهم فحوصات جينية فكشفت صحة أصول الإدعاءات لدى بعضهم، ما أعاد قضية أطفال اليمن إلى مقدمة النقاش الإسرائيلي حول ما إذا اختطف الأطفال من المستشفيات أثناء علاجهم أو بيعوا لأهالٍ مقابل مبالغ من المال.
من جهة أخرى لم تصدر الحكومة الإسرائيلية أي بيان بشأن أطفال اليمن، بادعاء أنها كلفت لجان مخصصة للتحقيق في الموضوع وتقديم توصياتها.